# Thoutmôsis (fils d'Amenhotep III)
Pour les articles homonymes, voir Thoutmôsis.
Le prince Thoutmôsis est le fils aîné du roi Amenhotep III, et probablement de son épouse Tiyi.

## Carrière
Peu de vestiges au nom de Thoutmôsis permettant de détailler avec précision la vie du prince nous sont parvenus. Cependant, un certain nombre d'objets à son nom permettent, comme un puzzle, de reconstituer son parcours ou en tout cas de le retracer. On peut raisonnablement supposer qu'en tant que prince, il fut élevé dans l'école du kep, institution royale du Nouvel Empire destinée à l'éducation des princes égyptiens ainsi qu'étrangers qui étaient envoyés à la cour de Pharaon afin d'y recevoir la meilleure éducation du moment.
Il aurait par la suite embrassé une carrière militaire. Un fouet découvert dans la tombe de Toutânkhamon, portant une inscription au nom d'un prince royal Thoutmôsis, chef des troupes, pourrait lui avoir appartenu, aucun autre simple prince de sang de la dynastie n'étant connu avec ce nom.

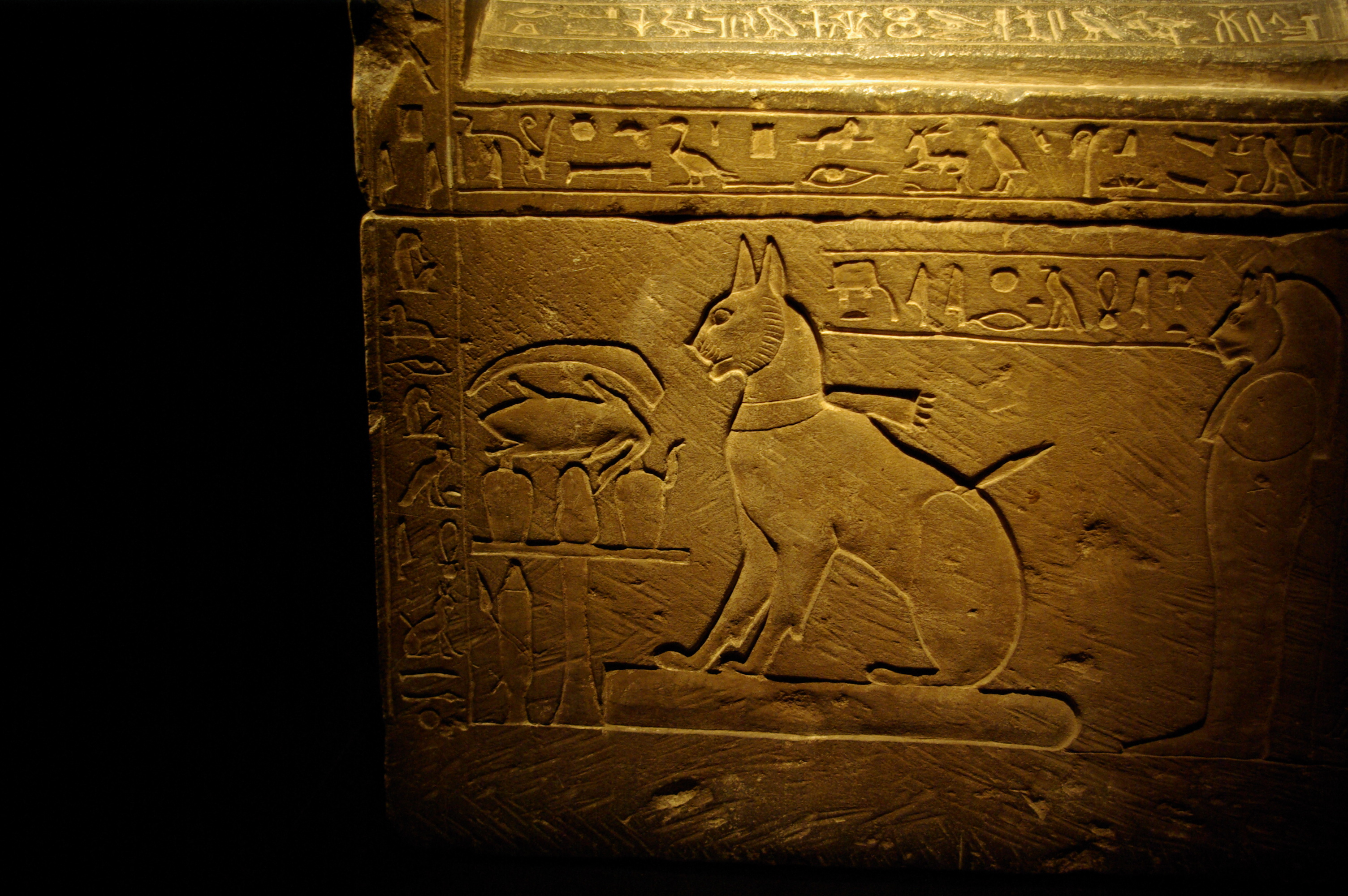
Sarcophage de la chatte du prince royal Thoutmôsis, nommée « Ta-miou » (litt. ce chat).

Par la suite, il est en tout cas nommé à la tête du clergé memphite par son père et sert ainsi en tant que grand prêtre de Ptah à Memphis. Il porte alors les titres de Grand voyant des Prêtres de Haute et Basse-Égypte, Grand prêtre de Ptah, et de Prêtre-sem de Ptah.
Il est également nommé directeur des prophètes en Haute et Basse-Égypte, ce équivaut au titre de ministre des cultes du pays tout entier. Il occupe donc une des places les plus importantes dans la hiérarchie de la cour du roi et de l'administration du pays, étant de fait le gouverneur de vastes domaines rattachés aux institutions religieuses dont il a la charge.
En tant que grand prêtre de Ptah, il procède aux rites et aux cérémonies de l'antique capitale et est chargé du culte funéraire du dieu Apis, inaugurant à Saqqarah une nouvelle nécropole pouvant accueillir les dépouilles momifiées des taureaux sacrés. À cette époque, les tombes sont conçues comme des hypogées individuels surmontés d'une chapelle de culte. L'un de ces tombeaux, portant précisément des reliefs au nom du prince, a été retrouvé par Auguste Mariette à la fin du XIXe siècle.
De Memphis provient un autre artefact au nom du prince, découvert par Jacques de Morgan en 1892 lors des fouilles qu'il entreprit dans les ruines de l'antique capitale située à Mit-Rahineh. Il s'agit d'un sarcophage pour une chatte nommée Ta-miou, ayant appartenu à Thoutmôsis. Ce coffre en calcaire, prévu pour accueillir la dépouille momifiée de l'animal, est conservé au Musée du Caire.
Thoutmôsis était probablement le prince héritier du trône en tant que fils aîné du roi. Il semble avoir vécu jusque dans la troisième décennie du règne de son père, avant de disparaître des archives. C'est alors son frère cadet Amenhotep IV, plus connu sous le nom d'Akhenaton, qui succèdera à leur père sur le « trône d'Horus des vivants ».

## Sépulture
Le tombeau de Thoutmôsis n'a pas été retrouvé à ce jour. En tant que fils aîné du roi, potentiel héritier du trône, il pourrait avoir été prévu à Thèbes, mais aucune tombe de la vallée des Rois ne permet de confirmer cette hypothèse.
En tant que grand prêtre de Ptah, il peut tout aussi bien avoir été aménagé dans la nécropole régionale de Saqqarah, comme d'autres grands pontifes ayant occupé cette charge avant lui ou après lui auront le privilège de se faire inhumer auprès du dieu qu'ils ont servi et accompagné dans sa dernière demeure.
Son tombeau a probablement été pillé, une statuette funéraire à son nom étant apparue sur le marché des Antiquités et conservée aujourd'hui au Musée du Louvre. Dans la même collection, un vase en albâtre à son nom pourrait également provenir de son tombeau.